# Wendell Berry

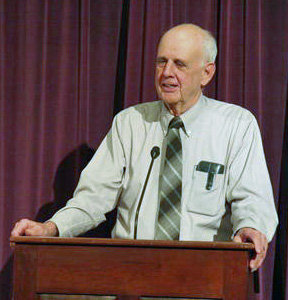
Wendell Berry

Wendell Berry (ur. 5 sierpnia 1934) – amerykański poeta, pisarz, wykładowca akademicki (literatura angielska, historia literatury), działacz społeczny i ekologiczny, rolnik. 
Jeden z liderów amerykańskiego ruchu drobnych rolników, sprzeciwiających się rolnictwu wielkoprzemysłowemu, pionier ruchu na rzecz rolnictwa ekologicznego, jeden z pierwszych krytyków globalizacji.
Jego rodzicami byli John Marshall Berry, prawnik i plantator tytoniu w hrabstwie Henry w Kentucky, i Virginia Erdman Berry.
Autor ponad 30 tomików wierszy i poematów (The Broken Ground, Openings: Poems, Farming: A Handbook, The Country of Marriage), kilkunastu zbiorów esejów, kilkunastu powieści (Memory of Old Jack) i zbiorów nowel.